# Waldir Peres
Waldir Peres de Arruda (Garça, 1951. január 2. – Mogi das Cruzes, 2017. július 23.) egykori brazil labdarúgókapus és edző. Az 1978-as labdarúgó-világbajnokságon bronzérmet szerzett a brazil labdarúgó-válogatott színeiben.

## Pályafutása

### Klubcsapatban
Waldir Peres 1969-ben szülővárosában kezdte el pályafutását és a Paulista bajnokság harmadosztályában bajnoki címet szerzett a Garça csapatával.
Teljesítményére hamar felfigyelt a Ponte Preta vezetősége és leszerződött az első osztályú csapathoz. A fekete-fehéreknél három idényt töltött el, majd 1973-ban elfogadta a São Paulo ajánlatát.
1975-ben Paulista bajnokságot nyert a klubjával, ahol három tizenegyest is hárított a Portuguesa ellen.
1977-ben országos bajnoki címet szerzett.

### A válogatottban
1974-ben Wendell, a válogatott tartalék kapusának sérülése miatt, meghívót kapott az 1974-es labdarúgó-világbajnokságra, de nem lépett pályára. Első válogatott szereplésére 1975. október 4-ig kellett várnia, amikor Peru ellen 2-0 arányban győztek a Copa America elődöntőjének visszavágó mérkőzésén.
A brazil válogatott tagjaként részt vett az NSZK-ban rendezett 1974-es, az 1978-as argentínai és az 1982-es spanyolországi világbajnokságon. 1978-ban bronzérmet szerzett a csapattal.

## Sikerei, díjai
- Brazil aranylabda (Bola de Ouro): 1975

 Brazília
- Világbajnokság
  - bronzérmes: 1978, Argentína

 São Paulo FC
- Brazil bajnokság
  - bajnok: 1977
- Paulista bajnokság
  - bajnok: 1975, 1978, 1980, 1981
- Brazil kupa (Copa do Brasil)
  - győztes: 1976

 Santa Cruz
- Pernambuco bajnokság
  - bajnok: 1990

## Magánélete
Fia Diogo Pires balhátvéd poszton szerepelt a Guarani csapatában.

## Halála
Peres 2017. július 23-án egy családi ebédet követően összeesett és szívrohamot kapott São Paulo-i otthonában.